# Мамед-Заде, Мамед Ибрагим оглы
Мамед Ибрагим оглы Мамед-Заде (азерб. Məmməd İbrahim oğlu Məmmədzadə; 1914, Джеватский уезд — ?) — советский азербайджанский государственный деятель, Герой Социалистического Труда (1949).

## Биография
Родился в 1914 году в городе Сальян Джеватского уезда Бакинской губернии (ныне Сальянский район Азербайджана).
Участник Великой Отечественной войны. На фронте с августа 1941 года, дослужился до звания капитана, служил командиром транспортной роты 1373 стрелкового полка. Проявил исключительную оперативность в снабжении роты продовольствием и боеприпасами, увеличил транспорт роты до 40 повозок. Демобилизован в 1946 году.
С 1935 года — учитель в одной из школ Сальянского района, в 1946—1974 годах — заведующий отделом сельского хоязйства, земельным отделом Масаллинского района, председатель исполкома Сальянского районного Совета депутатов трудящихся, директор Сальянского сельскохозяйственного техникума, директор Ширванского природного заповедника. В 1949 году, будучи заведующим отделом сельского хозяйства, обеспечил своей работой перевыполнение в целом по Масаллинскому району плана по сбору табака на 25,8 процентов.
Указом Президиума Верховного Совета СССР от 1 июля 1949 года за получение в 1948 году высоких урожаев табака Мамед-Заде Мамеду Ибрагим оглы присвоено звание Героя Социалистического Труда с вручением ордена Ленина и золотой медали «Серп и Молот».
С 1974 года пенсионер союзного значения.